# Mariä Himmelfahrt (Wolfskofen)

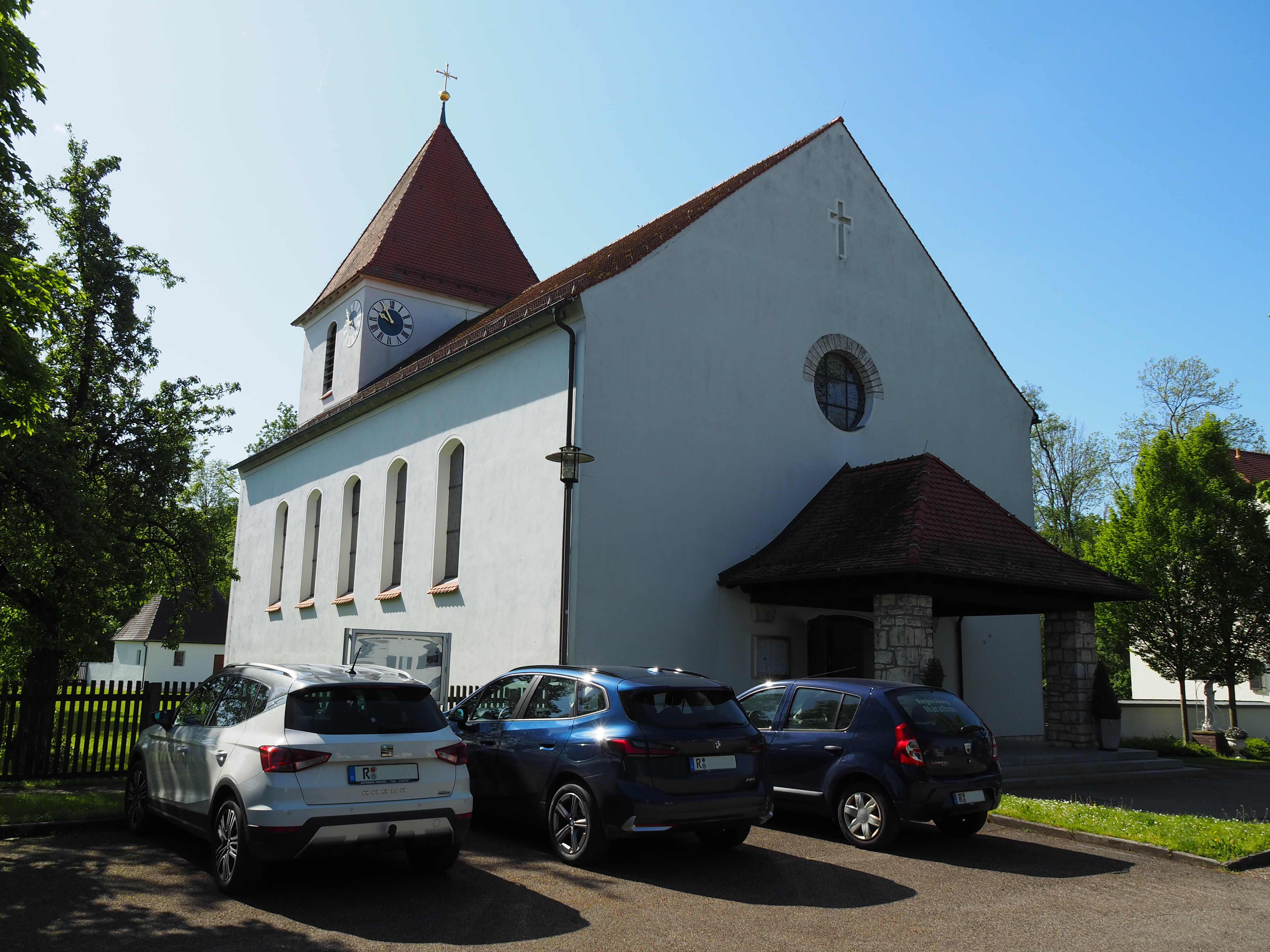
Alte Pfarrkirche

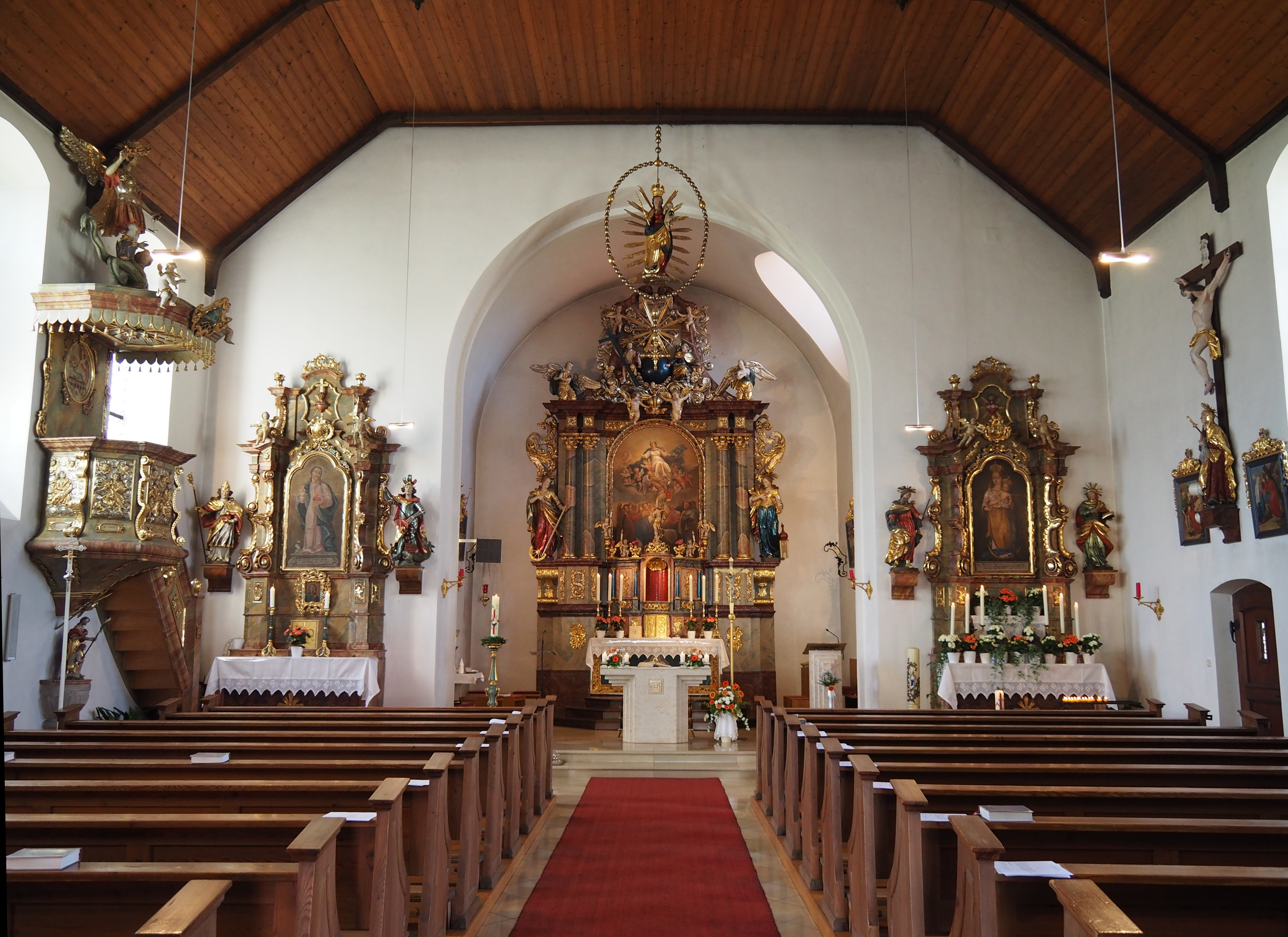
Innenansicht

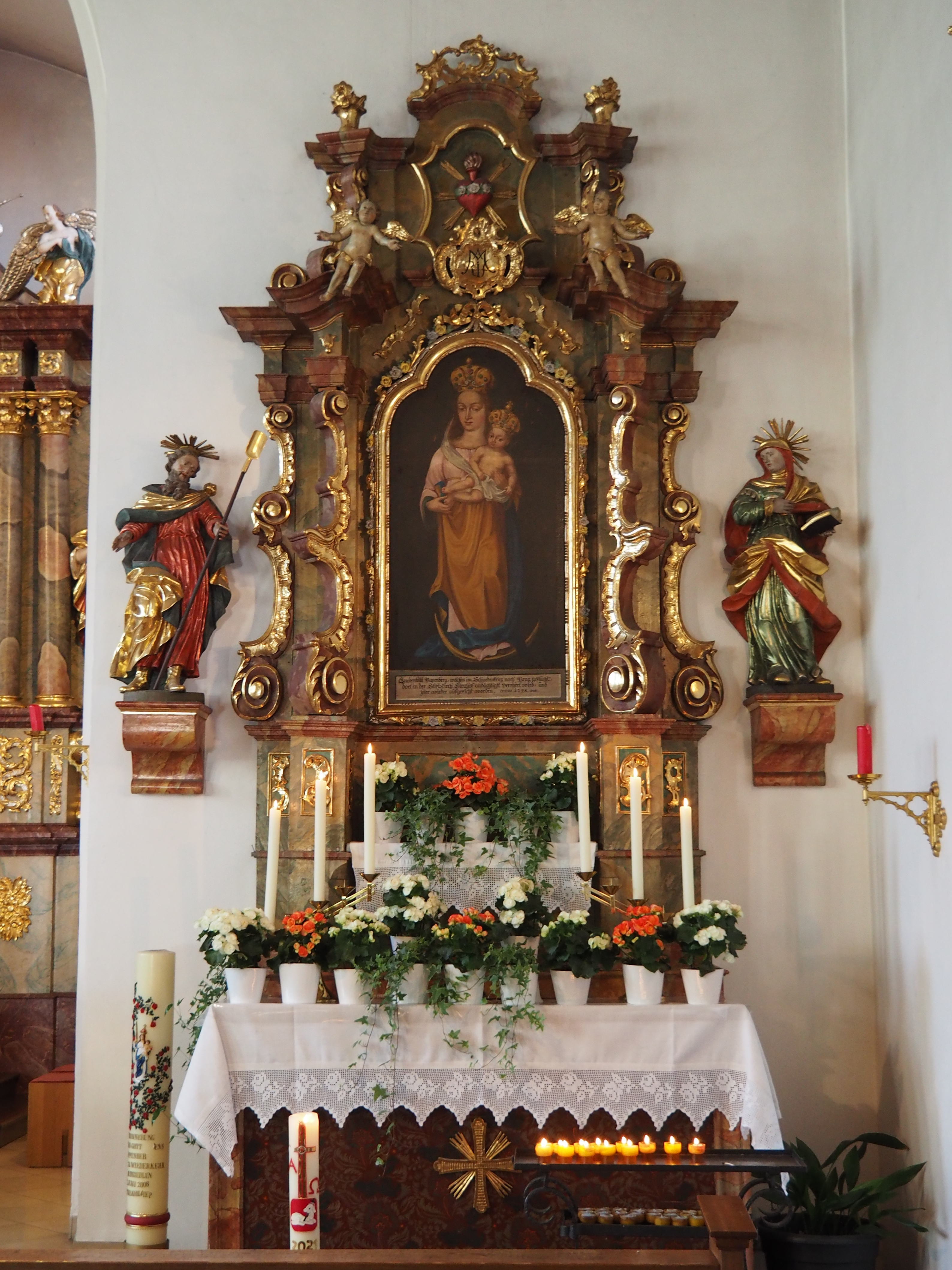
Rechter Seitenaltar mit Gnadenbild

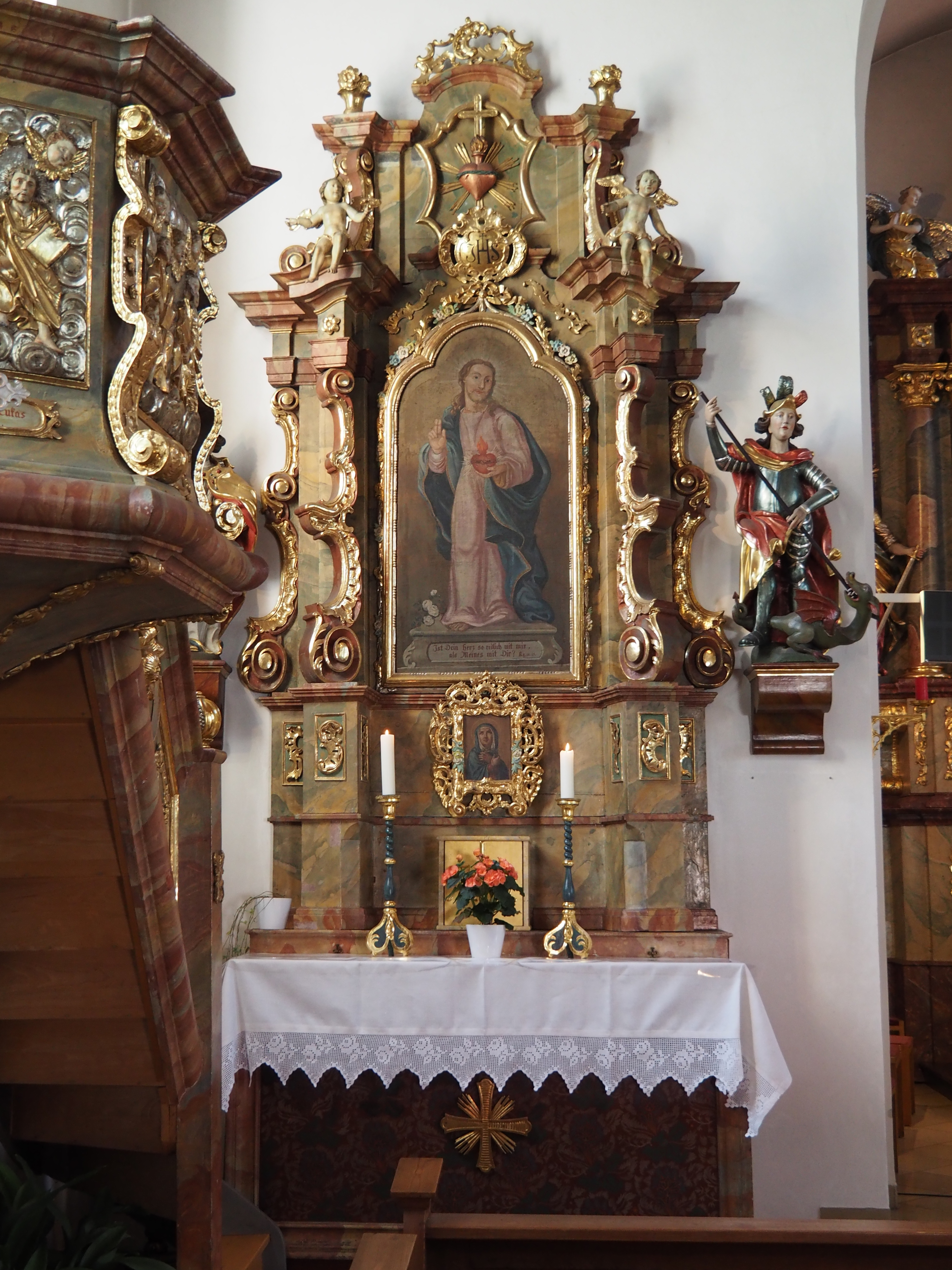
Linker Seitenaltar

Die römisch-katholische Kirche Mariä Himmelfahrt in Wolfskofen, einem Ortsteil der Gemeinde Mintraching im bayerischen Landkreis Regensburg ist ein Kirchengebäude des Bistums Regensburg. Das Dorf mit Kirche entstand durch die Umsiedelung der damaligen Gemeinde Pappenberg auf dem jetzigen Gelände des Truppenübungsplatzes Grafenwöhr.

## Geschichte
Die schlichte Saalkirche wurde von 1939 bis 1942 als Chorturmkirche von Karl Schmidt Senior auf dem erworbenen Gelände der „Reichsumsiedlungsgesellschaft RUGES“ erbaut. Die Kirche ist wohl der einzige katholische Kirchenbau, der von der nationalsozialistischen Reichsregierung bezahlt worden ist.
Am 20. August 1939 wurde der Grundstein der Kirche gelegt. Die eingemauerte Urkunde trägt folgende Inschrift:
„Im Namen der Heiligsten Dreifaltigkeit und zur Ehre der Allerseligsten Jungfrau Maria wurde der Grundstein zu diesem Gotteshaus gelegt ... im ersten Jahr der Regierung des Bischofs Michael Buchberger von Regensburg, im 7. Jahr des III. Reiches Adolf Hitlers ... in einer Zeit voll Sorge und Angst vor einem neu ausbrechendem Weltkrieg.“
Der Kirchenbau wurde im Januar 1942 mit diesem Wortlaut der neuen Pfarrei Wolfskofen übergeben:
„Möge die Umsiedlergemeinde im neuen Gotteshaus die alte Heimat des katholischen Glaubens wiederfinden“.
Die Kirche wurde am 29. Mai 1949 durch Michael Buchberger geweiht. Den Weihetermin legte der damalige Pfarrer Ederer auf den Jahrestag der Kirchweihe der ehemaligen Pfarrkirche Pappenberg.

## Ausstattung
Nach Errichtung des Neubaus wurde die barocke Ausstattung der ehemaligen Wallfahrtskirche Mariä Himmelfahrt von Pappenberg nach Wolfkskofen transferiert. Der Hochaltar stammt von Johann Michael Doser, der ihn 1719 für 142 Gulden mit den notwendigen Schreinerarbeiten fertigte. Er wurde 1721 von dem Auerbacher Johann Thoma Wild für etwa 180 Gulden gefasst. Er ist mit vier Säulen und seitlichem Laub- und Bandwerk ausgestattet, das nur oberhalb der seitlich auf Konsolen stehenden Figuren sitzt.
Die zwei Seitenaltäre des Heiligen Sebastian, 1640 anlässlich der Pest, und St. Florian, 1634 anlässlich des großen Brandes des Ortes Pappenheim, bestehen jeweils aus einer Figurennische, die mit Astwerk und Akanthus mit Blumen umrahmt sind.
Der rechte Seitenaltar trägt eine Kopie des Gnadenbildes in Malerei auf Leinwand mit folgender Unterschrift:
Gnadenbild Papenberg – welches im Schwedenkrieg nach Prag geflücht, dort in der Pfarrkirche Stiftskirch Strahof andächtigst verehret wird, und hier wieder aufgericht worden anno 1798.
Vor dem Chor hängt die die geschnitzte Rosenkranzmadonna herab. Die Arbeit um 1530–1540 ist im Faltenwurf noch gotisierend ausgeführt.
Federführend für den Prozess der Umsiedlung der Kirchengemeinde und Bau der Kirche war der vom 1. Dezember 1933 bis zum 1. November 1944 amtierende Pfarrer Wolfgang Ederer (1884–1957). Er wurde in einer Gruft inmitten des Kirchenschiffs bestattet.
Die historischen Glocken aus Pappenberg wurden im Turm der Kirche installiert.

## Orgel

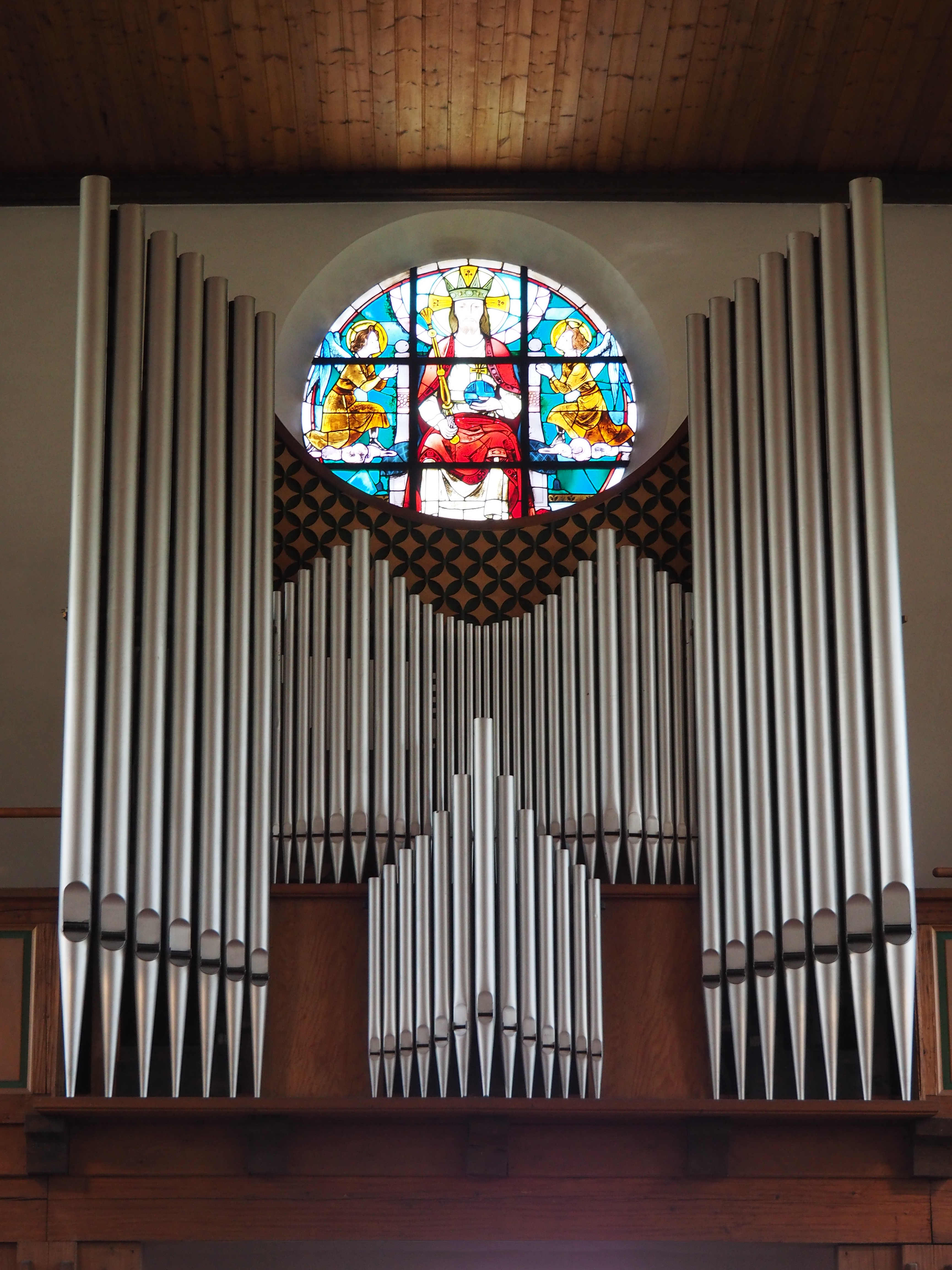
Orgel

Die Orgel wurde 1908 als Opus 224 von Binder & Siemann für die Kirche Pappenberg erbaut und verfügte über sieben Register auf einem Manual und Pedal. Dieses Instrument wurde, wie alle anderen Ausstattungsgegenstände am Ursprungsort ausgebaut und 1942 nach einer deutlichen Erweiterung durch Eduard Hirnschrodt auf 16 Register, verteilt auf zwei Manuale und Pedal, in Wolfskofen eingebaut. Das Pfeifenwerk steht wie bei dem ursprünglichen Instrument auf pneumatischen Kegelladen. 2010 wurde die Orgel von Orgelbau Rainer Kilbert generalüberholt. Die Disposition lautet:
| I Hauptwerk C–f3 |            |       |
| 1.               | Principal  | 8′    |
| 2.               | Gedeckt    | 8′    |
| 3.               | Salicional | 8′    |
| 4.               | Oktave     | 4′    |
| 5.               | Spitzflöte | 4′    |
| 6.               | Mixtur     | 2 ⁄3′ |

| II Schwellwerk C–f3 |                |    |
| 7.                  | Rohrflöte      | 8′ |
| 8.                  | Viola di Gamba | 8′ |
| 9.                  | Aeoline        | 8′ |
| 10.                 | Praestant      | 4′ |
| 11.                 | Nachthorn      | 4′ |
| 12.                 | Superoktave    | 2′ |
| 13.                 | Oboe           | 8′ |

| Pedal C–d1 |            |     |
| 14.        | Subbass    | 16′ |
| 15.        | Oktavbass  | 08′ |
| 16.        | Choralbass | 04′ |

- Koppeln: II/I, I/P, II/P

Suboktavkoppel: II/I
Superoktavkoppel: II/I
Der derzeitige Kirchenmusiker ist Christian Dostal. (Stand 2023)

## Glocken
Die vier gotischen Glocken aus dem 14. Jahrhundert wurden um 1941 nach Wolfskofen transferiert und erklingen heute noch eindrucksvoll von dem modernen Turm.